# Daniel Richter
Daniel Richter født 18. december 1962 i Eutin er en tysk billedkunstner.

## Biografi
I 1991-1995 blev han uddannet fra Hochschule für bildende Künste Hamburg hos prof. Werner Büttner. I 2004-2006 var han professor i maleri på Universität der Künste Berlin og siden 2006 professor på Akademie der bildenden Künste Wien.

## Priser
- 1998: Otto-Dix-Preis, Gera

- 2002: Förderpreis für Junge Kunst in Schleswig-Holstein

- 2003: Edwin-Scharff-Preis, Hamburg

- 2009 Kunstpreis Finkenwerder

## Udstillinger (Udvalg)
- 2000: Für Immer, Gesellschaft für Aktuelle Kunst, Bremen (med Tal R)
- 2001: Billard um halb Zehn, Kunsthalle Kiel; Museum der Bildenden Künste Leipzig
- 2002: Grünspan, K21 Kunstsammlung Nordrhein-Westfalen, Düsseldorf
- 2003: Hirn, Neuer Berliner Kunstverein, Berlin
- 2004: Volkspalast, Palast der Republik, Berlin
- 2004: White Horse Pink Flag, The Power Plant, Toronto, Canada
- 2006: Huntergrund, Museum für Gegenwartskunst, Basel
- 2006: Die Peitsche der Erinnerung, Stade; med Jonathan Meese
- 2007: Daniel Richter, Hamburger Kunsthalle
- 2007: Passion for Art, Essl Museum - Kunst der Gegenwart, Klosterneuburg/Wien
- 2007–2008: Daniel Richter, GEM, Den Haag
- 2009: Daniel Richter, Kunsthaus Hamburg
- Juli/August 2010: Daniel Richter-Spagotzen. Galerie Thaddaeus Ropac, Salzburg
- 2010: Daniel Richter. The Black Saint and the Sinner Lady, Museum der Moderne Salzburg, Rupertinum
- 2011: Daniel Richter. 10001nacht, Kestnergesellschaft, Hannover
- 2014: Daniel Richter - Chromos goo bugly, Galerie im Taxispalais, Innsbruck
- 2015/16: Daniel Richter. Hello I love you, Schirn Kunsthalle, Frankfurt am Main
- 2016: Daniel Richter: Lonely Old Slogans, Retrospektive Schau im Louisiana Museum of Modern Art, Humlebæk
- 2017: Daniel Richter: Lonely Old Slogans, Retrospektive im 21er Haus, Wien[2][3]

## Samlinger
- Vanhaerents Art Collection, Bruxelles
- Sammlung Boros, Berlin
- Musée d’Art Moderne et Contemporain de Strasbourg, Frankrig
- Gemeentemuseum Den Haag, Holland
- Essl Museum – Kunst der Gegenwart, Klosterneuburg/Wien, Østrig
- The Saatchi Gallery, London